# Екатерини Гръцка
Екатерини Гръцка и Датска – лейди Брандрам (4 май 1913 – 2 октомври 2007), е гръцка принцеса – дъщеря на гръцкия крал Константинос I и на германската принцеса София.

## Биография
Екатерини е родена на 4 май 1913 в Атина като Екатерини цу Щлезвиг-Холщайн-Зонденбург-Глюксбург, принцеса на Гърция и Дания. Сестра е на трима гръцки крале – Георгиос II, Александрос и Павлос I, и на румънската кралица Елена.
На 21 април 1947 се омъжва за офицера от британската армия – майор Ричард Брандрам, от когото има едно дете – Александър Пол Джордж Андрю Брандрам.
Умира на 2 октомври 2007 г. в Лондон, Великобритания.